# Tamino

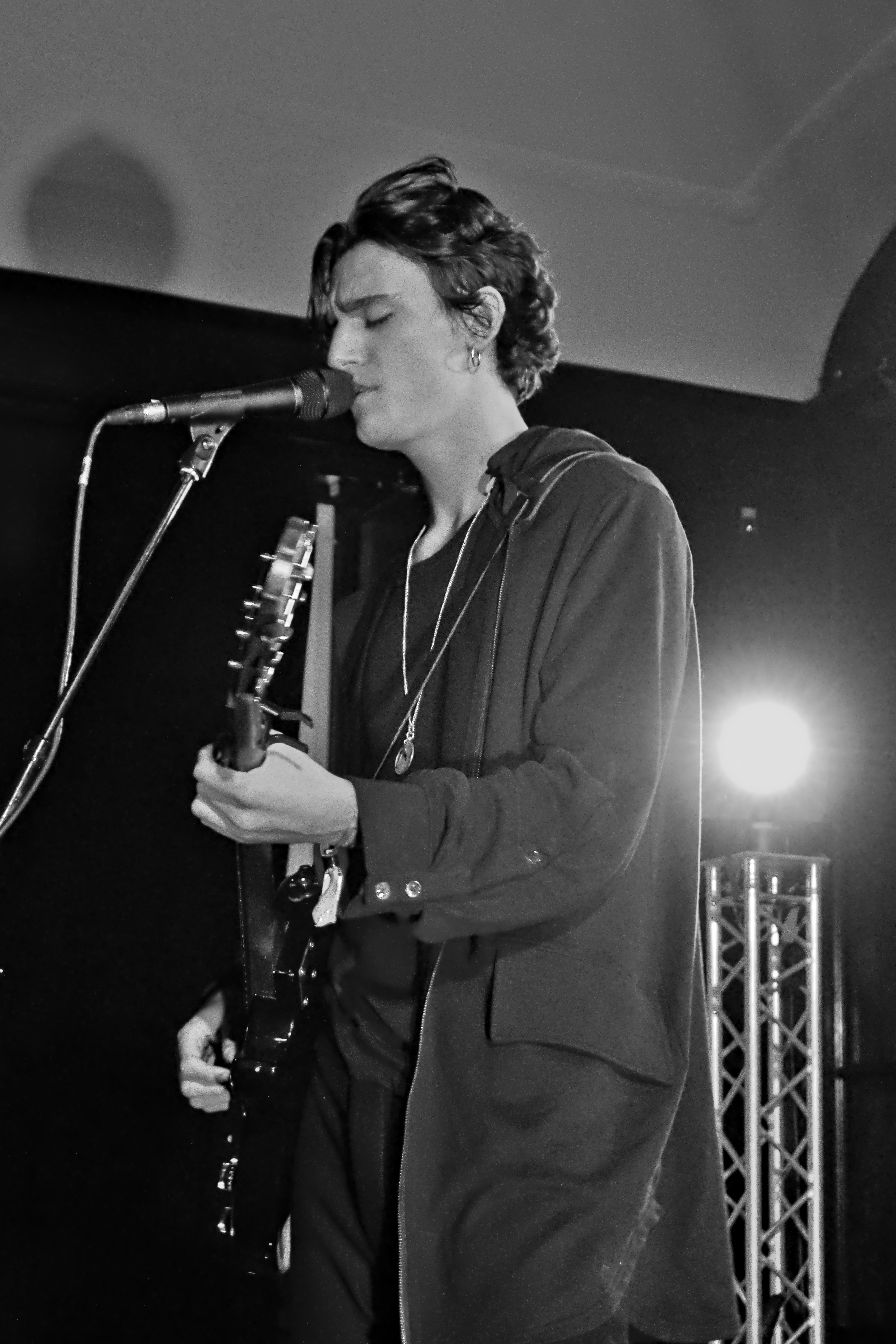
Tamino op Waves Vienna 2018

Tamino, voluit Tamino-Amir Moharam Fouad (Mortsel, 24 oktober 1996), is een Belgische zanger. Hij heeft een Egyptische vader en Belgische moeder. In 2018 ontving hij de Ultima Muziek uit de handen van de Vlaamse minister van Cultuur.

## Doorbraak
In november 2016 werd Tamino door Het Zesde Metaal uitgenodigd om een Radio 1-sessie te spelen. Zijn eerste single, Habibi, maakte er indruk en hij werd meteen opgepikt door Radio 1. In 2017 won Tamino de wedstrijd De Nieuwe Lichting op Studio Brussel. Hij kreeg er ook de bijnaam de Belgische Jeff Buckley mee. 
Op 11 oktober 2017 speelde hij in de Ancienne Belgique (Brussel) en was ook te horen in Paleis 12 (Brussel) en tijdens de Vlaamse Music Industry Awards en de Melkweg (Amsterdam). Tijdens de zomer van 2017 stond hij op de affiche van festivals als Rock Werchter, Cactusfestival, Lokerse Feesten en Pukkelpop. Daarna ook op buitenlandse festivals. 
In de zomer van 2018 deed hij festivals aan waaronder Rock en Seine in Parijs. Eind oktober speelde hij drie keer in een uitverkochte Ancienne Belgique.
In 2019 was hij op Europese tournee langs Ierland, Nederland, Frankrijk, Duitsland, Groot-Brittannië en het 
Sziget-festival in Boedapest. In november datzelfde jaar speelde Tamino voor het eerst in de Lotto Arena.
Verder verzorgde hij de muziek van beide seizoenen van Over water.
In 2022 werkte Tamino samen met de Brusselse zangeres Angèle voor zijn single 'Sunflower'. De videoclip van het nummer werd genomineerd voor de Mia's, een prijs die ze binnenhaalden.

## Singles
| Single met hitnotering(en) in de Vlaamse Ultratop 50 | Datum van verschijnen | Datum van binnenkomst | Hoogste positie | Aantal weken | Opmerkingen |
| ---------------------------------------------------- | --------------------- | --------------------- | --------------- | ------------ | ----------- |
| Habibi                                               | 06-02-2017            | 25-03-2017            | 50              | 1            |             |
| Cigar                                                | 12-05-2017            | 27-05-2017            | tip8            | -            |             |
| Indigo night                                         | 13-04-2018            | 21-04-2018            | tip14           | -            |             |
| Tummy                                                | 07-09-2018            | 15-09-2018            | 50              | 1            |             |
| Verses                                               | 08-02-2019            | 16-02-2019            | tip33           | -            |             |
| Chambers                                             | 28-06-2019            | 06-07-2019            | tip32           | -            |             |
| Crocodile                                            | 06-09-2019            | 14-09-2019            | tip19           | -            |             |

## Albums
| Album met hitnotering(en) in de Vlaamse Ultratop 200 albums | Datum van verschijnen | Datum van binnenkomst | Hoogste positie | Aantal weken | Opmerkingen |
| ----------------------------------------------------------- | --------------------- | --------------------- | --------------- | ------------ | ----------- |
| Amir                                                        | 19-10-2018            | 27-10-2018            | 1               | 106          |             |
| Tamino                                                      | 05-05-2017            | 16-02-2019            | 196             | 1            | EP          |
| Sahar                                                       | 23-09-2022            | 01-10-2022            | 1               | 31           |             |
| Every Dawn's a Mountain                                     | 21-03-2025            | 29-03-2025            | 2               | 1*           |             |

### Tracklists
- 2017: Tamino - EP
  - Habibi - 5:09
  - Cigar - 4:08
  - Reverse - 3:41
  - Indigo Night - 4:15
  - Smile - 3:49

- 2018: Amir 
  - Habibi
  - Sun May Shine
  - Tummy
  - Chambers
  - So It Goes
  - Indigo Night
  - Cigar
  - Each Time
  - Verses
  - w.o.t.h.
  - Intervals
  - Persephone

- 2022: Sahar
  - The Longing
  - The Flame
  - You Don't Own Me
  - Fascination
  - Sunflower
  - The First Disciple
  - Cinnamon
  - Only Our Love
  - A Drop Of Blood
  - My Dearest Friend And Enemy